# Miss Rusia
Miss Rusia (en ruso: Мисс Россия, romanizado: Miss Rossiya) es un concurso de belleza nacional en Rusia. Se encarga de seleccionar a la representante del país para el concurso Miss Universo.
La actual Miss Rusia es Valentina Alekseeva de Chuvasia, quien fue coronada el 5 de octubre de 2023 en el Barvikha Luxury Village, Moscú (Rusia).

## Historia
El concurso se organizó por primera vez en 1989 en Moscú con el nombre de Miss URSS. La primera edición del concurso fue ganada por Julija Suchanova, y al año siguiente, la segunda edición, fue ganada por la chica de 17 años Maria Kezha proveniente de Bielorrusia. Sin embargo, en 1991 la Unión Soviética colapsó, y el concurso no reinició antes de 1993, cuando pasó a llamarse con el actual nombre Miss Rusia. Desde entonces el concurso se ha celebrado anualmente, excepto en 1994 y en 2000, cuando no hubo ningún concurso.
Desde 2007 las finalistas de Miss Rusia representan a su país a Miss Universo y Miss Mundo. Hasta la fecha Rusia ha tenido un total de tres victorias in concursos internacionales: Miss Mundo 1992, Miss Universo 2002 y Miss Mundo 2008.
A través del concurso Krasa Rossii (Belleza de Rusia), también conocido como Miss Terra Rusia, en su lugar se selecciona a la candidata de Rusia para el concurso Miss Tierra.

## Ganadoras
| Year | Miss Rusia            | Nombre en ruso                 | Representó a         | Notas              |
| ---- | --------------------- | ------------------------------ | -------------------- | ------------------ |
| 1993 | Anna Baitchik         | Анна Витальевна Байчик         | San Petersburgo      |                    |
| 1995 | Elmira Touyusheva     | Эльми́ра Альбе́ртовна Тую́шева    | Óblast de Kaluga     |                    |
| 1996 | Alexandra Petrova     | Александра Валерьевна Петрова  | Cheboksary           |                    |
| 1997 | Yelena Rogozhina      | Елена Рогожина                 | Óblast de Samara     | Miss Europa 1999   |
| 1998 | Anna Malova           | Анна Малова                    | Óblast de Yaroslavl  |                    |
| 1999 | Anna Kruglova         | Анна Круглова                  | Tartaristán          |                    |
| 2001 | Oxana Fedorova        | Оксана Геннадьевна Фёдорова    | San Petersburgo      | Miss Universo 2002 |
| 2002 | Svetlana Koroleva     | Светлана Юрьевна Королёва      | Carelia              | Miss Europa 2002   |
| 2003 | Victoria Lopyrova     | Виктория Петровна Лопырёва     | Óblast de Rostov     |                    |
| 2004 | Diana Zaripova        | Диана Зарипова                 | Tartaristán          |                    |
| 2005 | Alexandra Ivanovskaya | Александра Ивановская          | Krai de Jabárovsk    |                    |
| 2006 | Tatiana Kotova        | Татьяна Николаевна Котова      | Óblast de Rostov     |                    |
| 2007 | Ksenia Sukhinova      | Ксе́ния Влади́мировна Сухи́нова   | Óblast de Tiumén     | Miss Mundo 2008    |
| 2009 | Sofia Rudieva         | София Андреевна Рудьева        | San Petersburgo      |                    |
| 2010 | Irina Antónenko       | Ири́на И́горевна Анто́ненко       | Óblast de Sverdlovsk |                    |
| 2011 | Natalia Gantimúrova   | Наталья Серге́евна Гантимурова  | Óblast de Moscú      |                    |
| 2012 | Elizaveta Golovanova  | Елизаве́та И́горевна Голова́нова  | Óblast de Smolensk   |                    |
| 2013 | Elmira Abdrazakova    | Эльмира Рафаи́ловна Абдразакова | Mezhduréchensk       |                    |
| 2014 | Yulia Alipova         | Юлия Сергеевна Алипова         | Balakovo             |                    |
| 2015 | Sofia Nikitchuk       | София Викторовна Никитчук      | Ekaterimburgo        |                    |
| 2016 | Yana Dobrovolskaya    | Яна Денисовна Добровольская    | Óblast de Tiumén     |                    |
| 2017 | Polina Popova         | Полина Алексеевна Попова       | Óblast de Sverdlovsk |                    |
| 2018 | Yulia Polyachikhina   | Юлия Сергеевна Полячихина      | Chuvasia             |                    |
| 2019 | Alina Sanko           | Алина Станиславовна Санько     | Azov                 |                    |
| 2022 | Anna Linnikova        | Анна Линникова                 | Oremburgo            |                    |
| 2023 | Margarita Golubeva    | Маргарита Голубева             | San Petersburgo      |                    |
| 2024 | Valentina Alekseeva   | Валентина Алексеева            | Chuvasia             |                    |

## Representación internacional

### Miss Universo Rusia
: Declarada como ganadora
     : Terminó como finalista
     : Terminó como una de las semifinalistas o cuartofinalistas
     : Terminó como ganadora de premios especiales
| Año                                         | Sujeto federal        | Miss Rusia            | Posición en Miss Universo       | Premios especiales                         |             |
| ------------------------------------------- | --------------------- | --------------------- | ------------------------------- | ------------------------------------------ | ----------- |
| 2024                                        | Chuvasia              | Valentina Alekseeva   | Top 12                          |                                            |             |
| 2023                                        | San Petersburgo       | Margarita Golubeva    | No clasificó                    |                                            |             |
| 2022                                        | Oremburgo             | Anna Linnikova        | No clasificó                    |                                            |             |
| 2021                                        | Kazán                 | Ralina Arabova        | No clasificó                    |                                            |             |
| 2020                                        | Óblast de Rostov      | Alina Sanko           | No clasificó                    |                                            |             |
| 2019                                        | No compitió           | No compitió           | No compitió                     | No compitió                                | No compitió |
| 2018                                        | Chuvasia              | Yulia Polyachikhina   | No clasificó                    |                                            |             |
| 2017                                        | Moscú                 | Kseniya Alexandrova   | No clasificó                    |                                            |             |
| 2016                                        | Oremburgo             | Yuliana Korolkova     | No clasificó                    |                                            |             |
| 2015                                        | Óblast de Chitá       | Vladislava Evtushenko | No clasificó                    |                                            |             |
| 2014                                        | Óblast de Sarátov     | Yulia Alipova         | No clasificó                    |                                            |             |
| 2013                                        | Óblast de Kemerovo    | Elmira Abdrazakova    | No clasificó                    | - Mejor Traje Nacional (Segunda finalista) |             |
| 2012                                        | Óblast de Smolensk    | Elizaveta Golovanova  | Top 10                          |                                            |             |
| 2011                                        | Óblast de Moscú       | Natalia Gantimurova   | No clasificó                    |                                            |             |
| 2010                                        | Óblast de Sverdlovsk  | Irina Antonenko       | Top 15                          |                                            |             |
| 2009                                        | San Petersburgo       | Sofia Rudieva         | No clasificó                    |                                            |             |
| 2008                                        | Moscú                 | Vera Krasova          | Tercera finalista               |                                            |             |
| 2007                                        | Óblast de Rostov      | Tatiana Kotova        | No clasificó                    |                                            |             |
| Miss Universo Rusia (por votación en línea) |                       |                       |                                 |                                            |             |
| 2006                                        | Óblast de Kémerovo    | Anna Litvinova        | Top 20                          |                                            |             |
| 2005                                        | Óblast de Rostov      | Nataliya Nikolayeva   | No clasificó                    |                                            |             |
| 2004                                        | Óblast de Novosibirsk | Kseniya Kustova       | No clasificó                    |                                            |             |
| Miss Rusia                                  |                       |                       |                                 |                                            |             |
| 2003                                        | Jabárovsk             | Olesya Bondarenko     | No clasificó                    |                                            |             |
| 2002                                        | San Petersburgo       | Oxana Fedorova        | Miss Universo 2002 (destituida) | - Mejor en Traje de Baño                   |             |
| 2001                                        | Janti-Mansi           | Oksana Kalandyrets    | Top 10                          |                                            |             |
| 2000                                        | Moscú                 | Svetlana Goreva       | No clasificó                    |                                            |             |
| 1999                                        | Chuvasia              | Alexandra Petrova     | No clasificó                    |                                            |             |
| 1998                                        | Óblast de Yaroslavl   | Anna Malova           | Top 10                          |                                            |             |
| 1997                                        | San Petersburgo       | Anna Baitchik         | No clasificó                    |                                            |             |
| 1996                                        | Óblast de Sarátov     | Ilmira Shamsutdinova  | Top 6                           | - Mejor Traje Nacional                     |             |
| 1995                                        | Moscú                 | Yuliya Alekseyeva     | No clasificó                    |                                            |             |
| 1994                                        | Moscú                 | Inna Zobova           | No clasificó                    |                                            |             |

### Miss Mundo Rusia
: Declarada como ganadora
     : Terminó como finalista
     : Terminó como una de las semifinalistas o cuartofinalistas
     : Terminó como ganadora de premios especiales
| Año                   | Sujeto federal       | Miss Mundo Rusia     | Nombre ruso                   | Posición en Miss Mundo | Premios especiales                                    |
| --------------------- | -------------------- | -------------------- | ----------------------------- | ---------------------- | ----------------------------------------------------- |
| No compite desde 2020 |                      |                      |                               |                        |                                                       |
| 2019                  | Óblast de Rostov     | Alina Sanko          | Алина Станиславовна Санько    | Top 12                 | - Top Model (Top 40)                                  |
| 2018                  | Yakutia              | Natalya Stroeva      | Наталья Строева               | Top 30                 | - Beauty with a Purpose (Top 25) - Top Model (Top 32) |
| 2017                  | Óblast de Sverdlovsk | Polina Popova        | Полина Алексеевна Попова      | Top 10                 | - Beauty with a Purpose (Top 20) - Top Model (Top 30) |
| 2016                  | Óblast de Tiumén     | Yana Dobrovolskaya   | Яна Денисовна Добровольская   | No clasificó           | - Talento (Top 21)                                    |
| 2015                  | Óblast de Sverdlovsk | Sofia Nikitchuk      | София Викторовна Никитчук     | Primera finalista      |                                                       |
| 2014                  | Óblast de Rostov     | Anastasiya Kostenko  | Анастасия Костенко            | Top 25                 |                                                       |
| 2013                  | Óblast de Kémerovo   | Elmira Abdrazakova   | Эльмира Абдразакова           | No clasificó           |                                                       |
| 2012                  | Óblast de Smolensk   | Elizaveta Golovanova | Елизаве́та Голова́нова          | No clasificó           |                                                       |
| 2011                  | Óblast de Moscú      | Natalia Gantimurova  | Наталья Серге́евна Гантимурова | Top 30                 |                                                       |
| 2010                  | Tartaristán          | Irina Sharipova      | Ирина Шарипова                | Top 25                 |                                                       |
| 2009                  | Óblast de Ivánovo    | Kseniya Shipilova    | Ксения Шипилова               | No clasificó           |                                                       |
| 2008                  | Óblast de Tiumén     | Ksenia Sukhinova     | Ксе́ния Влади́мировна Сухи́нова  | Miss Mundo 2008        | - Top Model - Reina continental de Europa             |
| 2007                  | Óblast de Rostov     | Tatiana Kotova       | Татьяна Николаевна Котова     | No clasificó           |                                                       |

## Galería de ganadoras

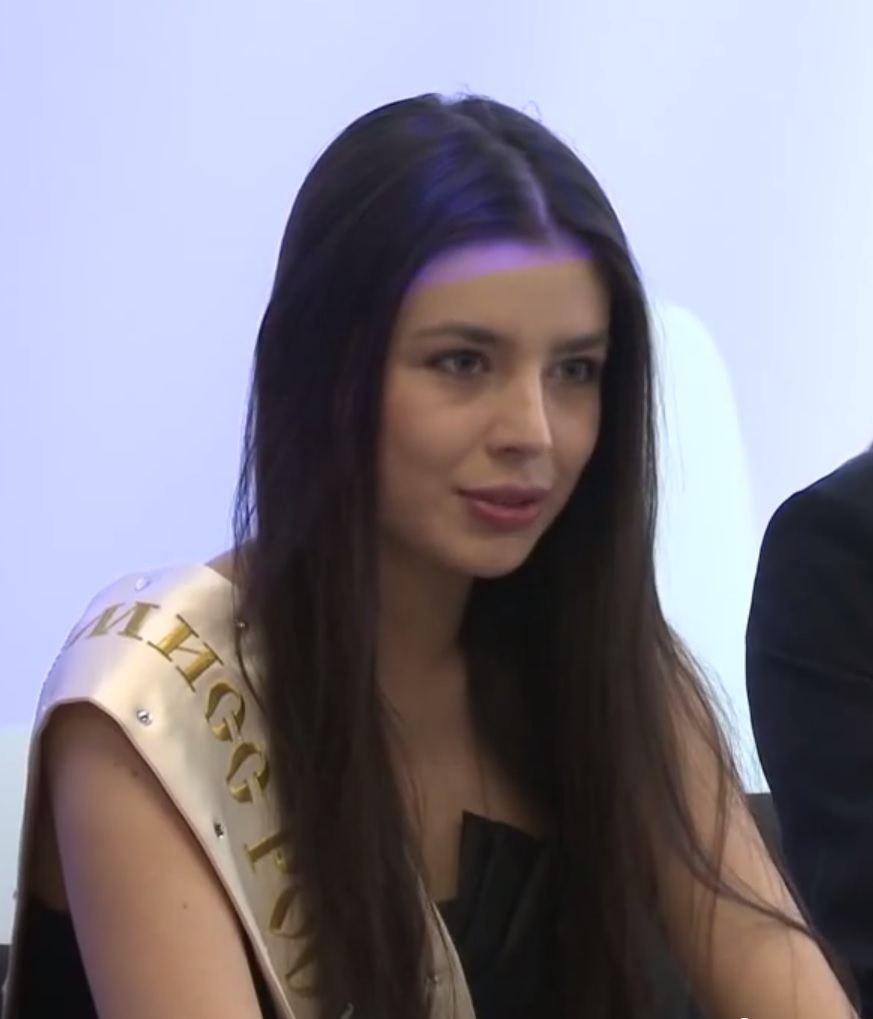
Elmira Abdrazakova Miss Rusia 2013
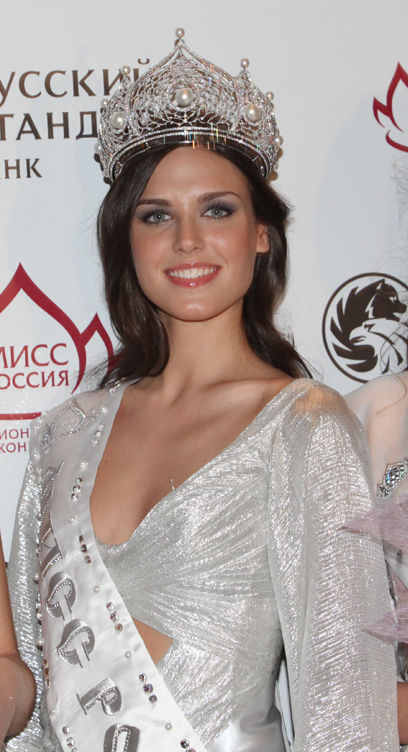
Irina Antonenko Miss Rusia 2010
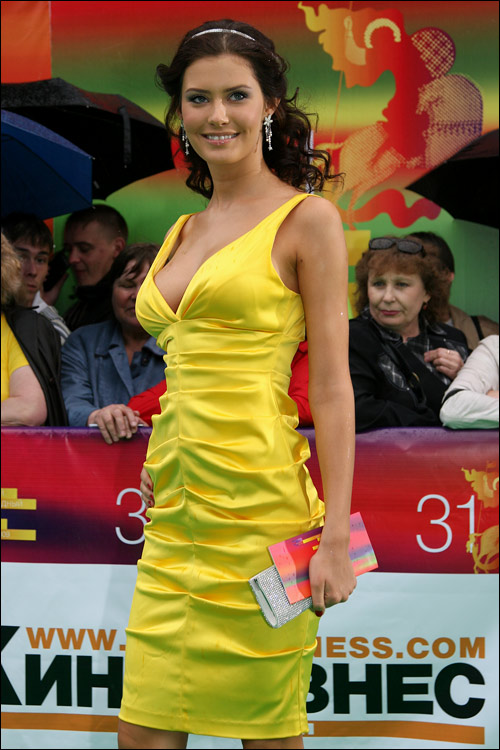
Sofia Rudieva Miss Rusia 2009
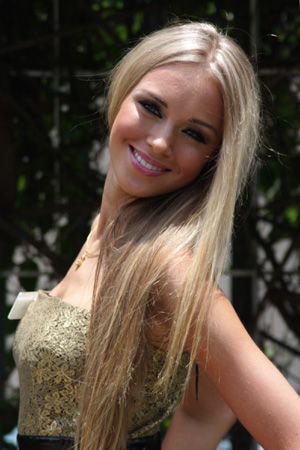
Ksenia Sujínova Miss Rusia 2008 Miss Mundo 2008
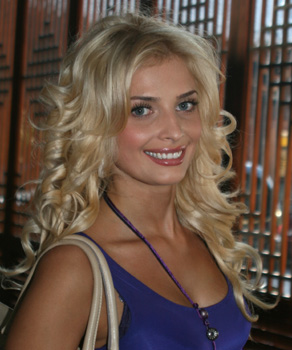
Tatiana Kotova Miss Rusia 2007
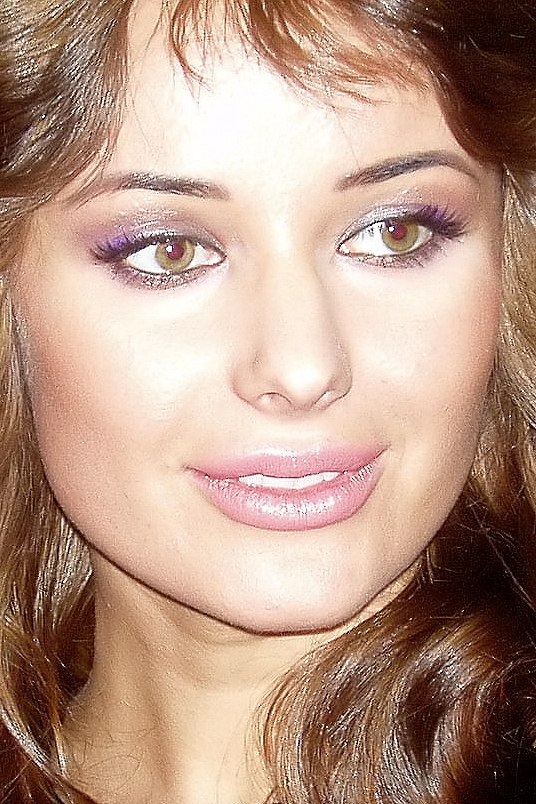
Oxana Fedorova Miss Rusia 2001